# Alejandro Abascal García
Alejandro Abascal García   (Santander, 15 de juliol de 1952) és un regatista càntabre, ja retirat, guanyador d'una medalla olímpica.
Va participar, als 24 anys, en els Jocs Olímpics d'Estiu de 1976 realitzats a la ciutat de Mont-real (Canadà), on va finalitzar setè en la classe Flying Dutchman al costat de José María Benavides, obtenint així un diploma olímpic. En els Jocs Olímpics d'Estiu de 1980 realitzats a Moscou (Unió Soviètica) va aconseguir guanyar la medalla d'or en aquesta mateixa prova al costat del barceloní Miguel Noguer, amb el qual finalitzà onzè en els Jocs Olímpics d'Estiu de 1984 realitzats a Los Angeles (Estats Units).
Al llarg de la seva carrera aconseguí dues medalles en el Campionat del Món de vela.